# Tilithigau

Pagus Thiliti in der Gaukarte „TABULA ANGARIAE IN DIOECESI PATERBORNENSI“ des Christian Ulrich Grupen, 1740

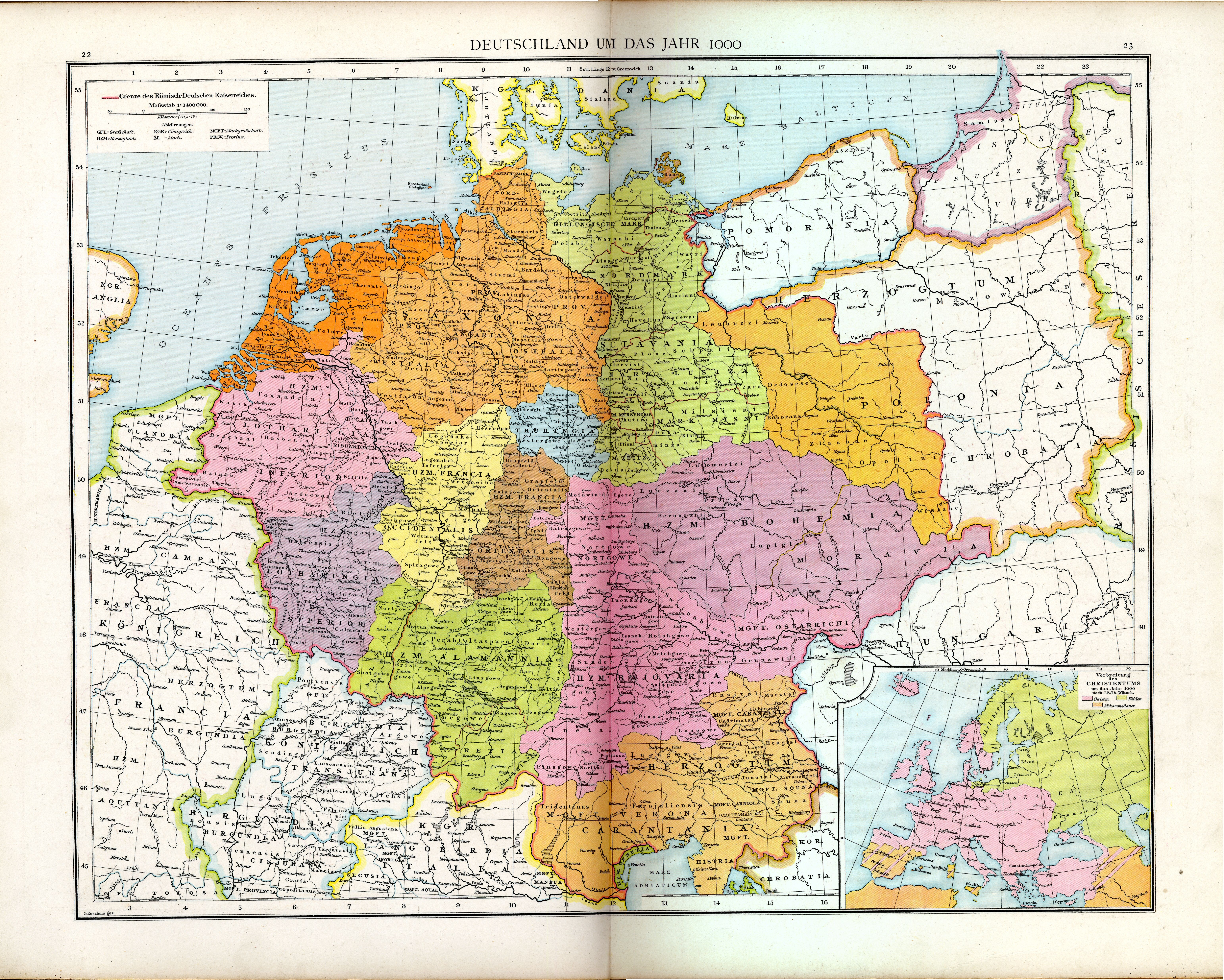
Die mittelalterlichen Gaue um 1000 aus Gustav Droysen, Allgemeiner Historischer Handatlas, 1886.

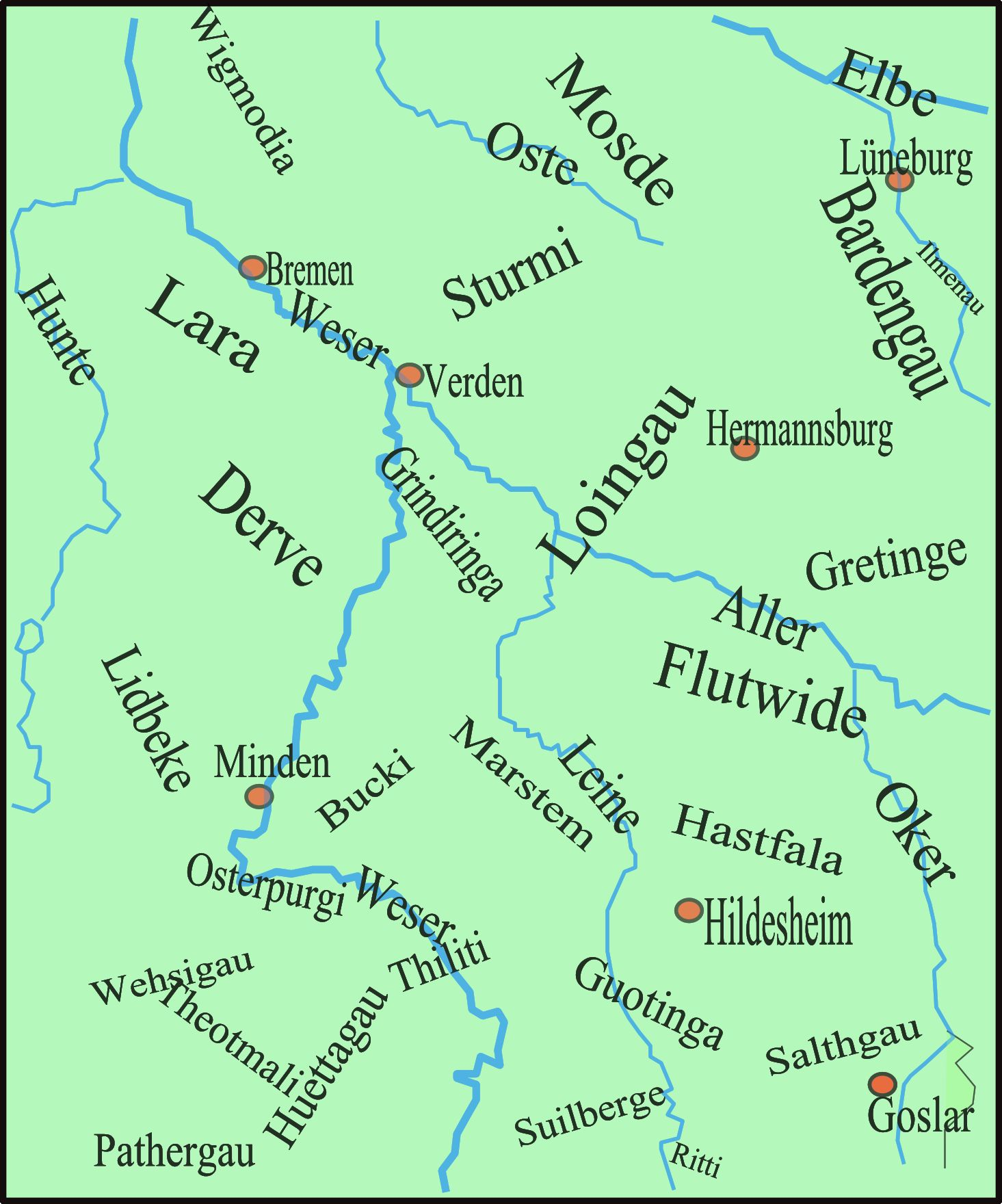
Der Tilithigau und die umgebenden Gaue im Stammesherzogtum Sachsen um 1000

Der Tilithigau (auch Gau Tilithi)  war eine sächsische Gaugrafschaft und ein Teil der sächsischen Provinz Engern.

## Name
Neben Tilithi (u. a. 954, 1004 und 1025) und  Thilithi (1024) wurden als Namen benutzt:
- Tilgethi (826–876)
- Tilgidae (896)
- Tilgithi
- Thilethe
- Tilitte

## Geographische Lage
Der Tilithigau lag im heutigen Niedersachsen, im Raum Leine/Oberweser-Schauenburg zwischen Lauenstein (Salzhemmendorf), Lauenau, Münder und Hameln und gehörte zu den Schwerpunkten des Familienbesitzes der Billunger.
Benachbart war der Gau Zigilde (Spiegelberg). Um 980 bestand bei Homburg (Stadtoldendorf) der Gau Wikanafeld, der dem Bistum Hildesheim zugeordnet war, während der Tilithigau dem Bistum Minden zugeordnet war.
In den Königsurkunden sind u. a. Fischbeck, Hajen, Börry bzw. Börrie, Kemnade, Tündern, Ohr, Schieder, Daspe, Heinsen, Wenzen, Bödexen bzw. Bödesen, Eilensen oder Ellensen, Markoldendorf bzw. Oldendorf, Dassel, Relliehausen und Lüerdissen im Zusammenhang mit dem Tilithigau erwähnt. Die Geschichtsforschung stellte allerdings eine Unvollständigkeit in Bezug auf die Gaubezeichnungen fest, denn die Orte liegen z. T. im benachbarten Suilbergau.

## Grafen im Tilithigau
- Hermann Billung († 973), 936 princeps militiae, 940 Graf im Wetigau, seit 953 Markgraf sowie 953, 961 und 966 als Stellvertreter König Ottos I. procurator regis im Herzogtum Sachsen
- Widekind I. von Schwalenberg († 1137), Graf im Tilithigau, Marstemgau (bis 1124) und Wetigau, nannte sich ab 1127 Graf von Schwalenberg